# Suprema Corte de Delhi
A Suprema Corte (português brasileiro) ou Supremo Tribunal (português europeu) de Déli (em hindi: दिल्ली उच्च न्यायालय) é a suprema corte de Déli. Foi estabelecido em 31 de outubro de 1966.